# Runica
Runica (Młynówka) – rzeka, lewy dopływ Płocicznej o długości 8,81 km. 
Rzeka wypływa z jeziora Lubiatowo i łączy dwa następne jeziora: Jezioro Zamkowe i jezioro Tuczno. Dalej płynie na zachód przez Drawieński Park Narodowy, na terenie którego wpada do Płocicznej.
Nazwę Runica wprowadzono urzędowo w 1949 roku, zastępując poprzednią niemiecką nazwę rzeki – Ruhnowfließ.